# Таштугай
Таштуга́й (баш. Таштуғай) — деревня в Хайбуллинском районе Башкортостана, входит в Таналыкский сельсовет.

## Географическое положение
Расстояние до:
- районного центра (Акъяр): 40 км,
- центра сельсовета (Подольск): 16 км,
- ближайшей ж/д станции (Сара): 98 км.

Находится на правом берегу реки Таналык.

## Этимология
Наименование образовано из башк. *Таш — камень, *Туғай — луга, что в дословном переводе означает — каменистые луга.

## История
Основана в 40-е года XX века жителями деревень Султангузино, Юмагузино под названием Султангузино. С 80-х годов XX века несёт современное название Таштугаевские горы, расположенные рядом, являются памятником природы.

## Население
| 2002 | 2010 |
| ---- | ---- |
| 344  | ↗358 |

Национальный состав
Согласно переписи 2002 года, преобладающая национальность — башкиры (100 %).

## Инфраструктура
СПК «Таштугай», средняя школа, детский сад, фельдшерско-акушерский пункт.

## Религия
В деревне есть мечеть.

## Люди, связанные с деревней
- Утяшев, Хурматулла Газзалеевич (р. 1959) — актёр Башкирского государственного академического театра драмы им. М. Гафури, народный артист РБ и РФ, лауреат государственной премии им. С. Юлаева.